# Alom
alom（アロム）は、かつて存在した寺田真奈美と小室さやかによる日本のテクノポップボーカルユニット。所属レーベルはFRAME。
alomの語源は「a lot of music」の頭文字を取ってつけられた。「もっと音楽を」という意味であり、「人々にもっと音楽を聞いて欲しいという願いがこめられている。また、オランダ語で「どこにでも」という意味もあり、「望めばどこにでもいける」という希望の意味もこめられたダブルミーニングとなっている。

## メンバー
| 名前       | 読み          | 誕生日        | 出身地 |
| ---------- | ------------- | ------------- | ------ |
| 寺田真奈美 | てらだ まなみ | 1993年5月16日 | 滋賀県 |
| 小室さやか | こむろ さやか | 1995年4月19日 | 東京都 |

## 略歴
2017年、テレビアニメ『イナズマイレブン アレスの天秤』のエンディングテーマを歌う女性2人組のユニットを作ることを目的としていたオーディションを経て結成。
2018年1月21日、東京ビッグサイトにて開催されたイベント『イナズマイレブン大復活祭』で初披露し、同アニメのエンディングテーマである「恋する乙女は雨模様」を歌唱。6月15日発売の『ヤングガンガン』2018年13号で初グラビアを披露。6月20日にデビューシングル「恋する乙女は雨模様」をリリース。12月12日、初アルバム『イナズマ爆EDソングス』をリリース。
2019年10月29日、公式サイトで「今後の活動について、メンバー・スタッフ間で何度も話し合いを重ねた結果、個人としてそれぞれステップアップをしていくため」を理由に12月31日をもって解散することを発表。翌2020年には小室が婚約および芸能界引退を発表した。

## エピソード
- 寺田は、小室の第一印象を「めっちゃかわいいやん」だったといい、万人受けしそうな顔だったので「alomのヴィジュアル担当はこのコに任せよう。イケるわ」と自信がついた瞬間であったという[12]。礼儀がしっかりしていて好感が持てたといい、「バカ真面目で抜けてる部分もあるんですけどね（笑）」と述べている[12]。
- 小室は、寺田の第一印象を「正直に言うと、ちょっと悪かったです（笑）」、「顔がちっちゃくてかわいかったから、負けたらどうしようって思ってました。私よりいっぱいファンがついたらどうしようとか（笑）」と述べており、「芸能の頂、獲ったる！」みたいな感じのタイプであったことから自身のことをライバル視していると思ってたという[12]。2018年のインタビューでは「全然そんなことなくて、というか、むしろ優しくて。ふたりのことをすごく考えてくれるし…。とにかく初めて会った時よりも今のほうが全然いいなって思います」と述べている[12]。
- 出会って初期のころは小室が人見知りで壁を作るタイプであるため、積極的に寺田の方から色んな話をしたという[12]。寺田から2017年の年末に居酒屋へ仲良くなろうと食事に誘い、食事中に話しかけたが、小室は警戒心からかプライベートな質問は聞き流すなど自身のことは話さなかったといい、その日の小室の寺田への印象は「めっちゃ喋るコだな、話終わらないな」と述べている[12]。
- 2017年夏のレコーディング時が初対面[7]。そのレコーディングでは、歌い方や声質が異なる高音域の小室と低音域の寺田であったが、お互いの音域に引っ張れる部分もあったものの、小室は「マッチしてる感覚が初めて歌ったときにあったので、その気持ちよさを感じることが出来たのはとても楽しいな」と述べている[3]。
- 2018年時点の目標について、寺田は「全国ツアーをしてみたい。アリーナツアー、武道館でライブができるように頑張りたい」[7]、小室は「紅白出場と武道館でのワンマンライブが目標です」と語っている[13]。
- 2019年時点の目標について、寺田は「やっぱりワンマンライブしたいかな。私たちからしたらすごく難しいんだけど、Zepp Tokyoとか赤坂BLITZとか、私たち世代のアーティストさんがやっているようなところでできるようになりたいですね」と語っている[14]。結果的に同年12月29日に渋谷ヒカリエにて開催の初ワンマンライブが解散ライブとなった[10]。

## ディスコグラフィ

### シングル
| 枚  | 発売日        | タイトル           | 規格品番     | 規格品番   | オリコン最高位 |
| 枚  | 発売日        | タイトル           | CD+DVD盤     | CD盤       | オリコン最高位 |
| --- | ------------- | ------------------ | ------------ | ---------- | -------------- |
| 1st | 2018年6月20日 | 恋する乙女は雨模様 | AVCD-55180/B | AVCD-55181 | 121位          |
| 2nd | 2019年4月24日 | サマーゾンビ       | AVCD-55192/B | AVCD-55193 | 148位          |

### アルバム
| 枚  | 発売日         | タイトル             | 規格品番     | 規格品番   | オリコン最高位 |
| 枚  | 発売日         | タイトル             | CD+DVD盤     | CD盤       | オリコン最高位 |
| --- | -------------- | -------------------- | ------------ | ---------- | -------------- |
| 1st | 2018年12月12日 | イナズマ爆EDソングス | AVCD-55186/B | AVCD-55187 | 149位          |

### 配信楽曲
| 配信開始日    | タイトル                      |
| ------------- | ----------------------------- |
| 2018年4月13日 | 恋する乙女は雨模様 -TVサイズ- |
| 2018年10月6日 | 彗星ガールズ -TVサイズ-       |
| 2019年3月22日 | サマーゾンビ -TVサイズ-       |

## タイアップ
| 楽曲               | タイアップ                                                             | 時期   |
| ------------------ | ---------------------------------------------------------------------- | ------ |
| 恋する乙女は雨模様 | テレビアニメ『イナズマイレブン アレスの天秤』エンディングテーマ        | 2018年 |
| 彗星ガールズ       | テレビアニメ『イナズマイレブン オリオンの刻印』エンディングテーマ      | 2018年 |
| サマーゾンビ       | テレビアニメ『イナズマイレブン オリオンの刻印』エンディングテーマ      | 2019年 |
| ようかい体操第一   | ゲーム『妖怪ウォッチ4 ぼくらは同じ空を見上げている』エンディングテーマ | 2019年 |

## 出演

### テレビ番組
※はインターネット配信。
- おはスタ（2018年4月13日・6月22日、テレビ東京系列）
- alomデビューシングル「恋する乙女は雨模様」発売記念特番vol.1（2018年5月19日、ニコニコ生放送※）
  - デビューシングル「恋する乙女は雨模様」リリース記念特別番組第2弾（2018年6月9日、ニコニコ生放送※）
  - デビューシングル「恋する乙女は雨模様」リリース記念特別番組第3弾（2018年6月20日、ニコニコ生放送※）
- 音ボケPOP（2018年6月9日、TOKYO MX）
- ライブB♪（2018年6月27日、TBSテレビ）
- 月〜金お昼のソングショー ひるソン!（2018年7月30日、テレビ東京）
- あにレコTV（2019年1月7日、テレビ東京）[16]
- Nスタ（2019年3月31日、TBSテレビ）
- シャキット!（2019年4月12日、千葉テレビ・テレビ埼玉・テレビ神奈川）
- PLAYLIST（2019年4月30日、TBS）

### ラジオ
※はインターネット配信。
- BERRY ANISON TIMES!（2018年6月5日、エフエム栃木）
- 月曜の夜だから...。（2018年6月18日、エフエム富士）
- B・E・A・T（2018年6月19日・2019年5月16日、エフエム栃木）
- 〜DJ KOO PRESENTS〜 BEAT GOES ON（2018年6月22日、エフエム富士）
- 2Loco　Spirits! （2018年6月30日、エフエム横浜）
- キラメキ ミュージック スター「キラスタ」（2018年7月5日、エフエムナックファイブ）
- 小柳ゆき I'm Fun Area（2019年4月12日、エフエム富士）
- ディ〜とも！プレステージ（2019年4月25日、エフエム下北）
- TOKYO12RADIO（2019年6月29日、調布エフエム）

## ライブ・イベント

### ライブ
| 出演日         | タイトル                                 | 会場                                 |
| -------------- | ---------------------------------------- | ------------------------------------ |
| 2019年5月26日  | alom ミニライブ&特典会                   | イオンモール土浦（茨城県）           |
| 2019年12月29日 | alom 1st＝LAST LIVE 〜さよなら、またね〜 | 渋谷ヒカリエホール ホールB（東京都） |

### 合同ライブ
| 出演日              | タイトル                                                | 会場                               |
| ------------------- | ------------------------------------------------------- | ---------------------------------- |
| 2018年1月21日       | イナズマイレブン大復活祭                                | 東京ビッグサイト（東京都）         |
| 2018年6月23日・24日 | 次世代ワールドホビーフェア'18                           | 幕張メッセ国際展示場（千葉県）     |
| 2018年8月26日       | イナズマイレブンフェス2018+日本代表発表会               | ベルサール高田馬場（東京都）       |
| 2018年9月8日        | イナズマ爆ライブ 〜First Live pugcat's & alom〜         | AKIBAカルチャーズ劇場（東京都）    |
| 2018年12月15日      | イナズマ爆ライブ vol.2                                  | AKIBAカルチャーズ劇場（東京都）    |
| 2019年3月31日       | Anime Rave Festival VOL.4                               | SOUND MUSEUM VISION（東京都）      |
| 2019年4月6日        | 青赤パークsupported by XFLAG                            | 味の素スタジアム（東京都）         |
| 2019年4月19日       | 栃木ブレックスVS秋田ノーザンハピネッツ ハーフタイライブ | ブレックスアリーナ宇都宮（栃木県） |
| 2019年4月30日       | イナズマ爆ミニライブ                                    | 池袋RUIDO K3（東京都）             |
| 2019年5月4日        | とちてれ☆アニメフェスタ2019                             | オリオンスクエア（栃木県）         |
| 2019年5月24日       | 俺特!THE LIVE vol.1                                     | Daikanyama SPACE ODD（東京都）     |
| 2019年6月24日       | TOKYO 12 LIVE                                           | 西永福JAM（東京都）                |
| 2019年7月28日       | pugcat's×池田彩×alom SPECIAL THREE-MAN LIVE             | 渋谷REX（東京都）                  |
| 2019年8月5日        | OTODAMATSURI                                            | OTODAMA SEA STUDIO（神奈川県）     |
| 2019年8月17日       | Community Stage                                         | ヤーマンスタジアム長居（大阪府）   |

### リリースイベント
| 1stシングル「恋する乙女は雨模様」   | 1stシングル「恋する乙女は雨模様」    |
| 出演日                              | 会場                                 |
| ----------------------------------- | ------------------------------------ |
| 2018年6月23日                       | ららぽーと豊洲（東京都）             |
| 2018年7月1日                        | TSUTAYA IKEBUKURO AKビル店（東京都） |
| 2018年7月1日                        | タワーレコード池袋（東京都）         |
| 2018年7月7日                        | ニコニコ本社（東京都）               |
| 2018年8月4日                        | イオンモール八千代緑が丘（千葉県）   |
| 2018年8月18日                       | イオンモール川口（埼玉県）           |
| 1stアルバム『イナズマ爆EDソングス』 |                                      |
| 出演日                              | 会場                                 |
| 2018年12月16日                      | ららぽーと新三郷（埼玉県）           |
| 2019年1月6日                        | イオンモール岡山（岡山県）           |
| 2ndシングル「サマーゾンビ」         |                                      |
| 出演日                              | 会場                                 |
| 2019年4月23日                       | ニコニコ本社（東京都）               |
| 2019年5月1日                        | Space emo池袋（東京都）              |
| 2019年5月5日                        | アリオ鳳（大阪府）                   |
| 2019年5月6日                        | イオンスタイル湘南茅ケ崎（神奈川県） |
| 2019年5月25日                       | としまえん（東京都）                 |
| 2019年6月2日                        | イオンモール春日部（埼玉県）         |

### ファンミーティング
| 出演日        | 場所                  |
| ------------- | --------------------- |
| 2018年6月24日 | コンテンツ3内スタジオ |

### イベント
| 出演日        | タイトル             | 場所 |
| ------------- | -------------------- | ---- |
| 2019年3月29日 | alomと行くバスツアー |      |

## 書籍

### 雑誌
- UP to boy（vol.266・vol.268、ワニブックス）
- BIG ONE GIRLS（2018年7月号、近代映画社）
- アニメージュ（2018年7月号・2019年2月号、徳間書店）
- PASH!（2018年7月号、主婦と生活社）
- ヤングガンガン（2018年 NO.13、スクウェア・エニックス）
- BRODY（2018年8月号、白夜書房）
- 週刊プレイボーイ（2018年6月25日号、集英社）
- girls!（2018年 vol.54、双葉社）
- コロコロアニキ（2018年秋号、小学館）
- もんみや（2019年6月号、新朝プレス）